# Opendoor (novela)
Opendoor es la primera novela del escritor argentino Iosi Havilio, publicada por primera vez por la editorial Entropía en el año 2006.

## Argumento
Narrada en primera persona, la novela relata la historia de una joven estudiante de veterinaria la cual, tras visitar la localidad bonaerense de Open Door para diagnosticar un caballo y la desaparición de su novia, Aída, decide involucrarse con Jaime, el dueño del caballo que visitó en Open Door.

## Recepción
Tras su publicación, Opendoor fue bien recibida tanto por la crítica como por los lectores. En su reseña para Página/12, Juan Pablo Bertazza llamó a la novela «un debut promisorio», mientras que la ensayista Beatriz Sarlo comentó que la obra la «sorprendió».
En 2011, la novela fue traducida al inglés por la editorial And Others Stories.